# 阿特區

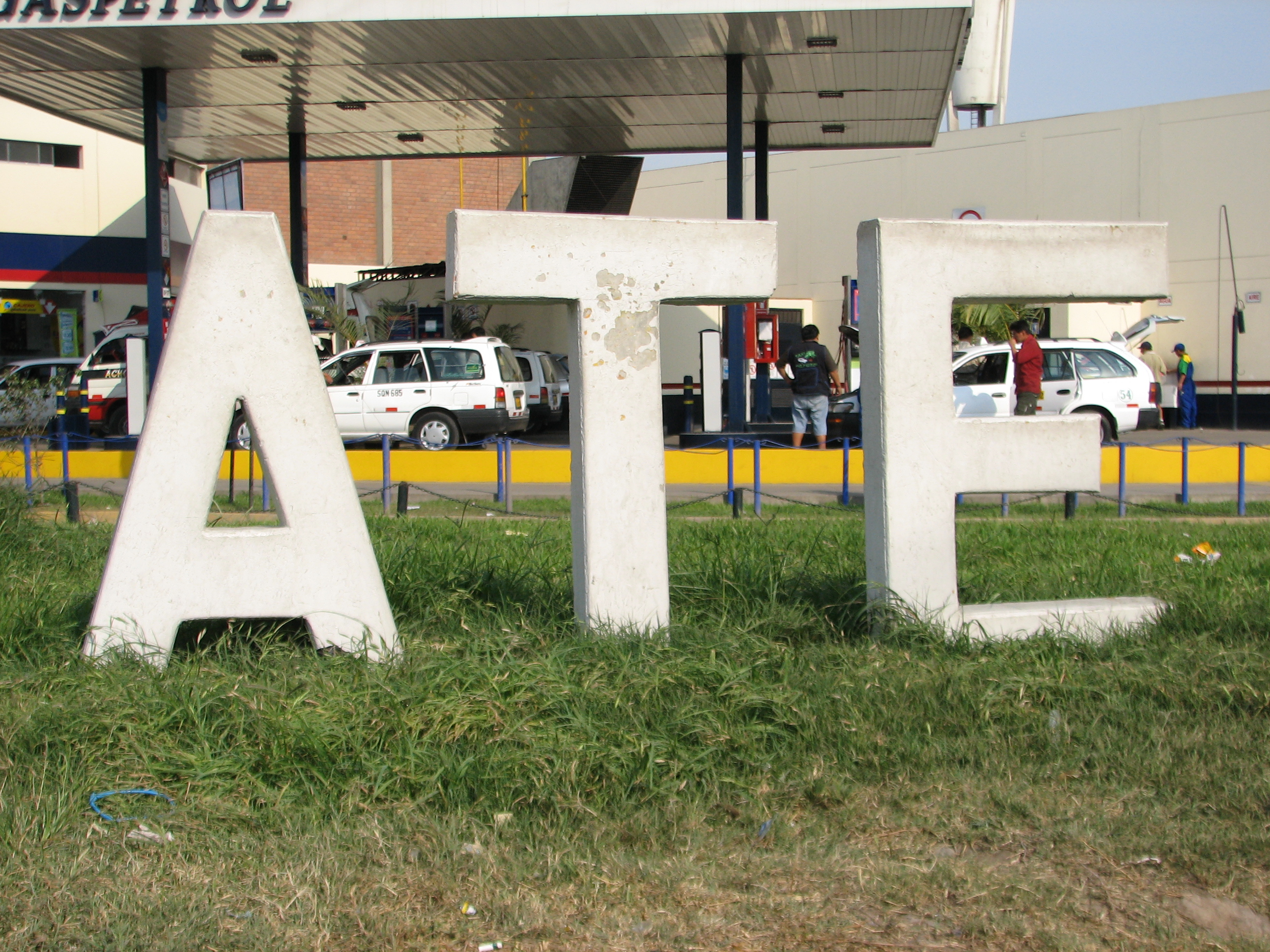

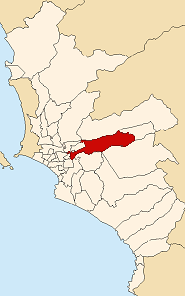

12°0′37″S 76°52′12″W / 12.01028°S 76.87000°W
阿特區（西班牙語：Distrito de Ate），是秘魯的一個區，位於該國西部利馬大區的利馬省，始建於1821年，面積77.72平方公里，海拔高度355米，2005年人口478,278，人口密度每平方公里6,200人。